# Nyulas
Nyulas (németül: Jois) mezőváros Ausztriában, Burgenland tartományban, a Nezsideri járásban.

## Fekvése
Nezsidertől 4 km-re, a Fertő tó északi partján fekszik.

## Története
Nyulas területe ősidők óta lakott. Teufelsjoch nevű határrészén kora bronzkori halomsírokra bukkantak. Egy másik részen hallstatt-kori ház alapjait tárták fel. A római korban itt vezetett át az Itáliából Carnuntumba menő hadiút. Az úttól délnyugatra egy forrás közelében római villa maradványait és császárkori sírokat tártak fel.
A mai települést 1214-ben "Nulos" néven említik először, amikor Osanna a Poth nembeli Botho mosoni ispán felesége mosoni várjobbágyoktól itt 26 ekényi földet vásárol. 1222-ben a pannonhalmi apátságé, majd a magyaróvári uradalom része. 1239-ben a Poth nembeli Óvári Konrád az ura. 1271-ben rövid időre II. Ottokár cseh király foglalta el. 1273-ban visszakapta korábbi birtokosa. 1299-ben a Poth nemzetség kihalásával a királyé lett. 1324-ben Simon  mosoni alispán igazgatta.
1350-ben Wolfurti Ulrik szerezte meg zálogbirtokként, 1364-ben azonban fia elveszítette, így újra a királyé. 1414 és 1441 között zálogként újra a Wolfurtiaké, majd 1516-ig a Szentgyörgyi és bazini grófoké. Péter gróf halála után előbb a királyé lett, majd 1524-től 1531-ig  II. Lajos ajándékaként Mária királyné kapta meg. Ezután  helyi nemeseké volt.
Templomát és plébániáját 1450-ben említik először. 1529-ben és 1683-ban a török rombolta le. 1621-től a Harrach család birtoka, 1648-tól a Draskovich grófoké, majd 1672-től 1715-ig a kincstáré. 1765-től 1955-ig a Habsburg család birtoka volt. A 16. században lakói evangélikusok lettek és a 17. század közepén tértek vissza a katolikus hitre. 1632-ben a verbuváló katonák gondatlansága miatt a falu leégett. Sokat szenvedett az átvonuló kuruc és labanc csapatoktól.

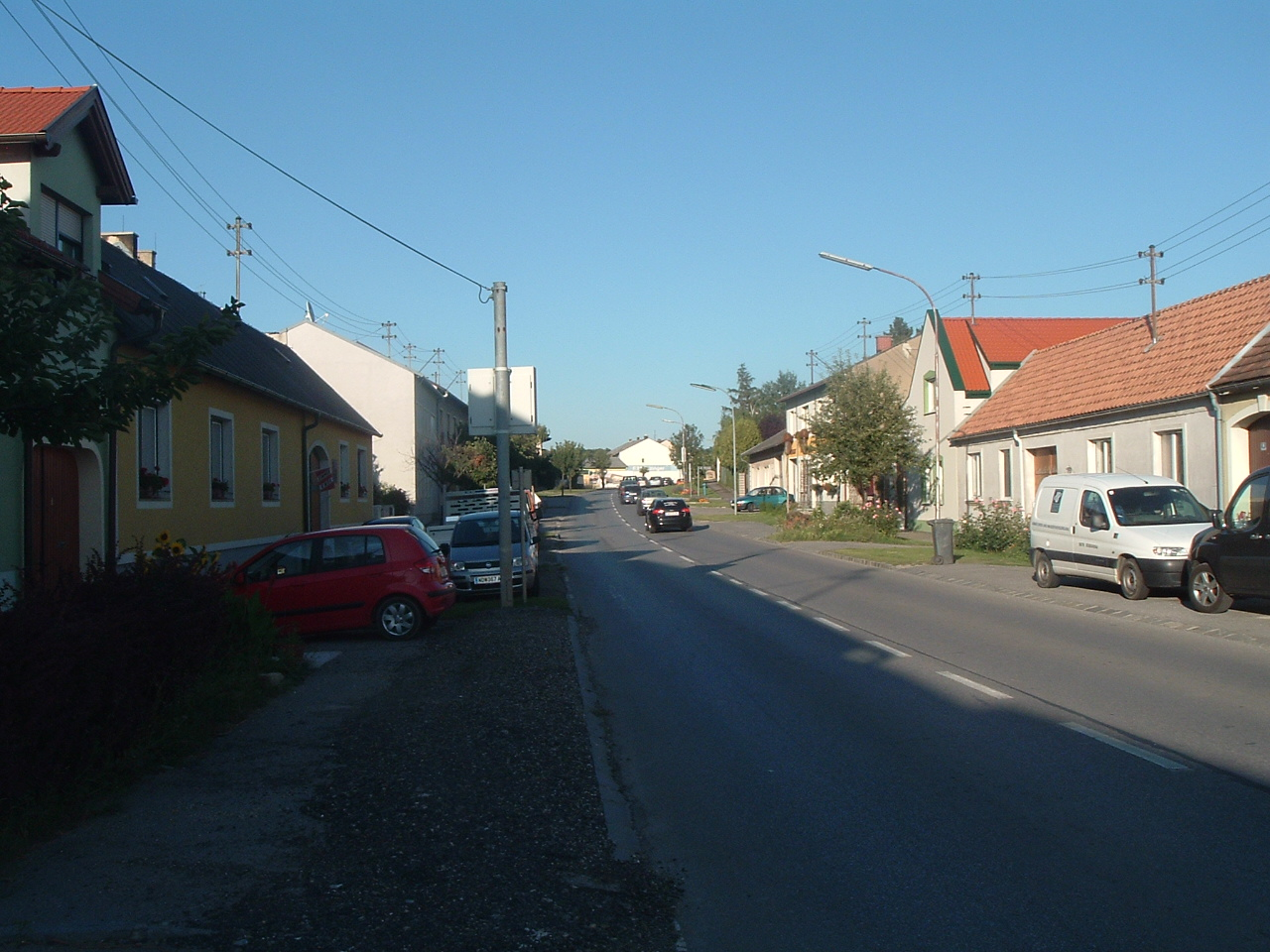
Nyulas - utcarészlet

Vályi András szerint " NYÚLAS. Goeisz. Német mező Város Moson Várm. az Óvári Uradalomhoz tartozandó, lakosai katolikusok, fekszik Vintenhez 1/2, Nizsiderhez is 1/2, Posonyhoz 5 órányira, a’ Fertő partyán, határja hegyes, völgyes, kősziklás, rész szerént agyagos, melly nagyobb részént, szőllőkből áll, szántó földgye rozsot ritkán, mást épen nem terem, rétben, és legelőben tetemes szükséget szenyvednek, ’s azért kevés marhát is tartanak, erdejek van, a’ fertőben halászattyok, boraikat helyben adgyák el, piatzok Nizsideren."
Fényes Elek szerint " Nyúlas, Groysz, német m.-város, Moson vármegyében, a Fertő tava mellett: 856 kath. lak., kath. paroch. templommal, 15 7/ harmadrendü telek után bir a 78 telkes gazda 7/ első, 127 7/ hold második, 949 6/ h. harmadik, 91 4/ hold negyedik osztálybeli szántóföldet. Rétje nincs. Erdeje kicsiny. Hires kőbánya. Szőlőhegye legjobb bort terem az egész megyében, s van 861 2/ első, 423 2/ második, 438 4/ harmadik osztálybeli kapa. F. u. Károly főherczeg örökösei. Ut. p. Moson."
A trianoni békeszerződésig Moson vármegye Nezsideri járásához tartozott.

## Népessége
1910-ben 1287, túlnyomóan német lakosa volt.

## Nevezetességei
- Szent György tiszteletére szentelt római katolikus temploma 1757-ben épült, főoltárán Szent István és Szent Imre szobrai állnak. Burgenland egyik legszebb barokk temploma.
- Jézus szíve temploma 1898-1934 között épült.
- Az út mentén 15. századi tabernákulumos kőoszlop áll.
- Madonna-szobra 1747-ből, Rókus-oszlopa 1752-ből való.
- Környéke híres bortermő hely.

## Külső hivatkozások
- A község információs portálja
- Nyulas az Osztrák Statisztikai Hivatal honlapján